# Klouékanmè
Klouékanmè  ist eine Stadt, ein Arrondissement und eine 250 km2 große Kommune in Benin. Sie liegt im Département Couffo. 

## Demografie und Verwaltung
Das Arrondissement Klouékanmè hatte bei der Volkszählung im Mai 2013 eine Bevölkerung von 23.763 Einwohnern, davon waren 11.250 männlich und 12.513 weiblich. Die gleichnamige Kommune zählte zum selben Zeitpunkt 128.597 Einwohner, davon 59.541 männlich und 69.056 weiblich.
Die sieben weiteren Arrondissements der Kommune sind Adjanhonmè, Ahogbèya, Aya-Hohoué, Djotto, Hondji, Lanta und Tchikpé. Kumuliert umfassen alle acht Arrondissements 76 Dörfer.